# Балада за звънците
Балада за звънците е българска телевизионна новела (драма) от 1982 година по сценарий Лиляна Михайлова и режисура на Светослав Тодоров. Оператор е Яцек Тодоров, а музиката е на композитора Петър Цанков. Художник Виолета Йовчева. 

## Актьорски състав
| В главните роли      | Изпълнител        |
| -------------------- | ----------------- |
| вдовицата Дана       | Невена Коканова   |
| Васил, синът на Дана | Огнян Купенов     |
| вуйчото              | Васил Попилиев    |
| кръчмарката          | Стефка Берова     |
| съселянка            | Белла Цонева      |
| съселянин            | Сашо Симов        |
| съселянка            | Искра Радева      |
| съселянин            | Добри Добрев      |
| съселянин            | Владимир Русинов  |
| съселянка            | Латинка Казалиева |
| съселянин            | Владимир Давчев   |